# Kościół św. Jana Chrzciciela w Pniewie
Kościół św. Jana Chrzciciela – katolicki kościół parafialny, zlokalizowany w Pniewie, w gminie Okonek. Jest siedzibą parafii św. Jana Chrzciciela.

## Historia
Świątynia z muru pruskiego została wzniesiona w 1842 lub 1850. Po II wojnie światowej przejęta przez katolików, poświęcona 24 czerwca 1946, konsekrowana 10 września 2005 przez biskupa Kazimierza Nycza. Po 2002 przeszła konserwację. Od 2011 w rejestrze zabytków. 

## Architektura
Prosta architektura obiektu jest klasycznym przykładem surowego, protestanckiego domu modlitewnego. Wokół świątyni (stojącej na pagórku) obszerny teren, zniwelowany po wojnie, prawdopodobnie były cmentarz, na którym w 1992 zbudowano okazałą plebanię.
W czasach protestanckich kościół należał do synodu w Szczecinku i był filią kościoła w Ciosańcu (wówczas Hasenfier, obecnie jest odwrotnie). W obrębie budowli zachowana część starszego kościoła. W zachodniej ścianie umieszczona jest głowica pochodząca być może z kolumny, a na dachu chorągiewka z datą 1661 (w 2002 nie zachowana). W oknach zamontowano 15 witraży skonstruowanych z barwionych, romboidalnych szybek ze szkła ołowiowego. Ich fundatorem był lokalny pastor - Joachim Lübbecke (na jednym widnieje data 1596). Witraże przedstawiają m.in. fundatora na ambonie w pozie kaznodziejskiej i herby miejscowej szlachty.
Przy kościele pomnik odsłonięty 1 maja 2005, upamiętniający spoczywające na dawnym cmentarzu osoby.

## Wyposażenie
Do cenniejszych elementów wyposażenia należą lub należały:
- misa chrzcielna (cynowa) z niemieckojęzycznym stemplem z Chojnic (niem. Konitz) i sygnaturą mistrza J.M. Wellera (druga połowa XVIII wieku),
- dwa dzwony - oba zniszczone podczas I wojny światowej (1673 - Franz Dubois z Lotynia i 1854 – Heinrich Zeller z Jastrowia)[2].

## Galeria

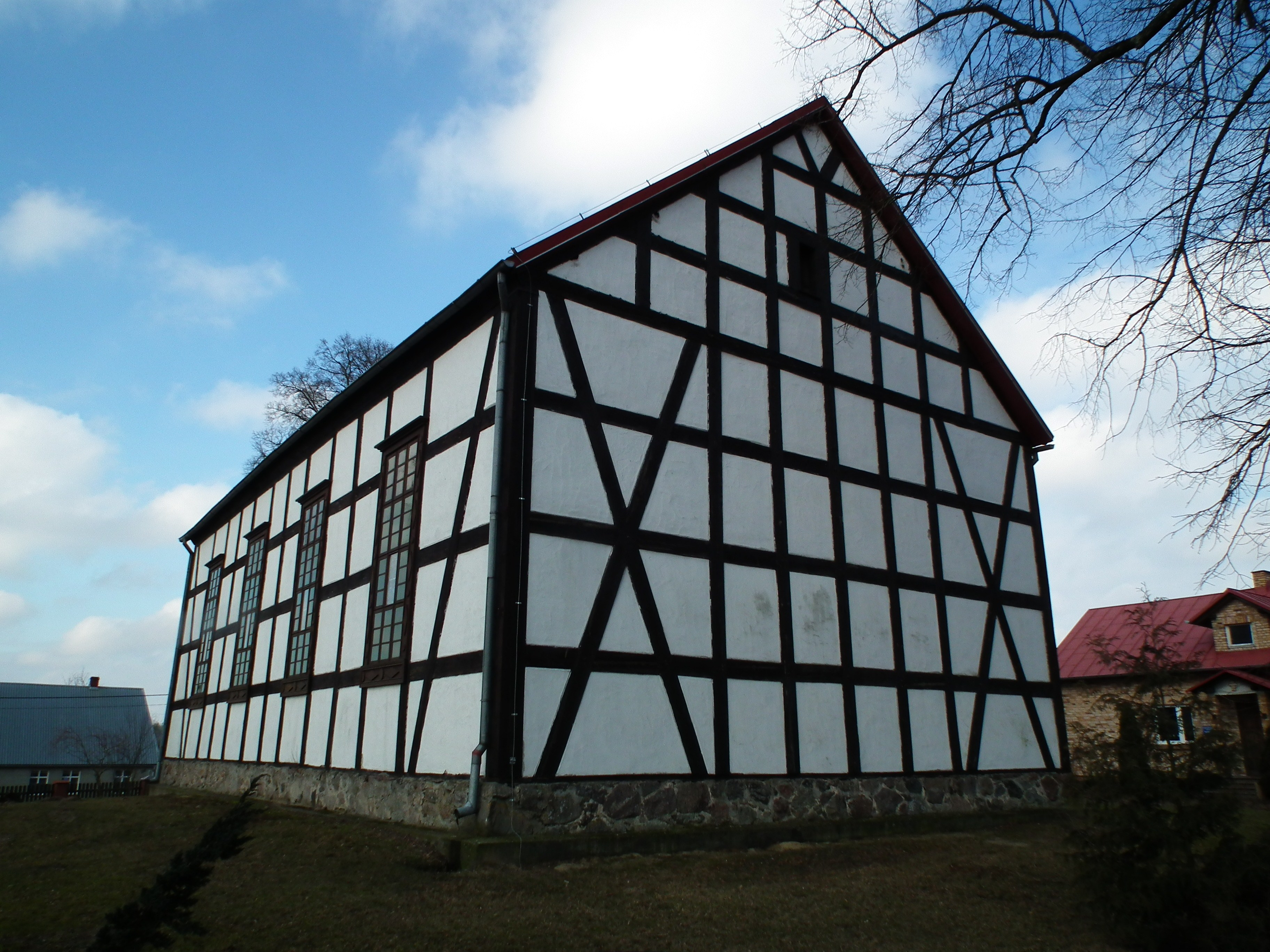
Widok z tyłu
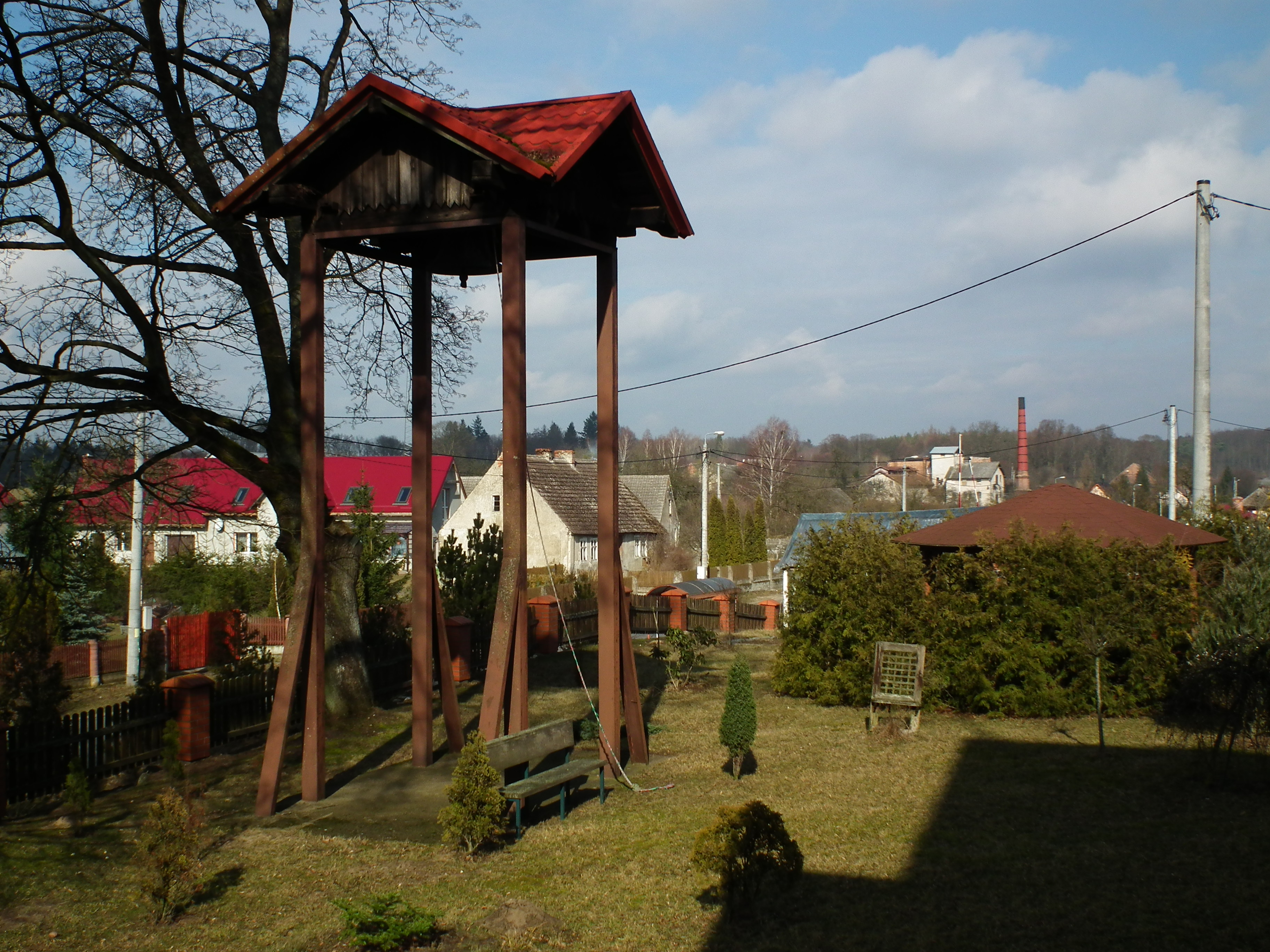
Dzwonnica
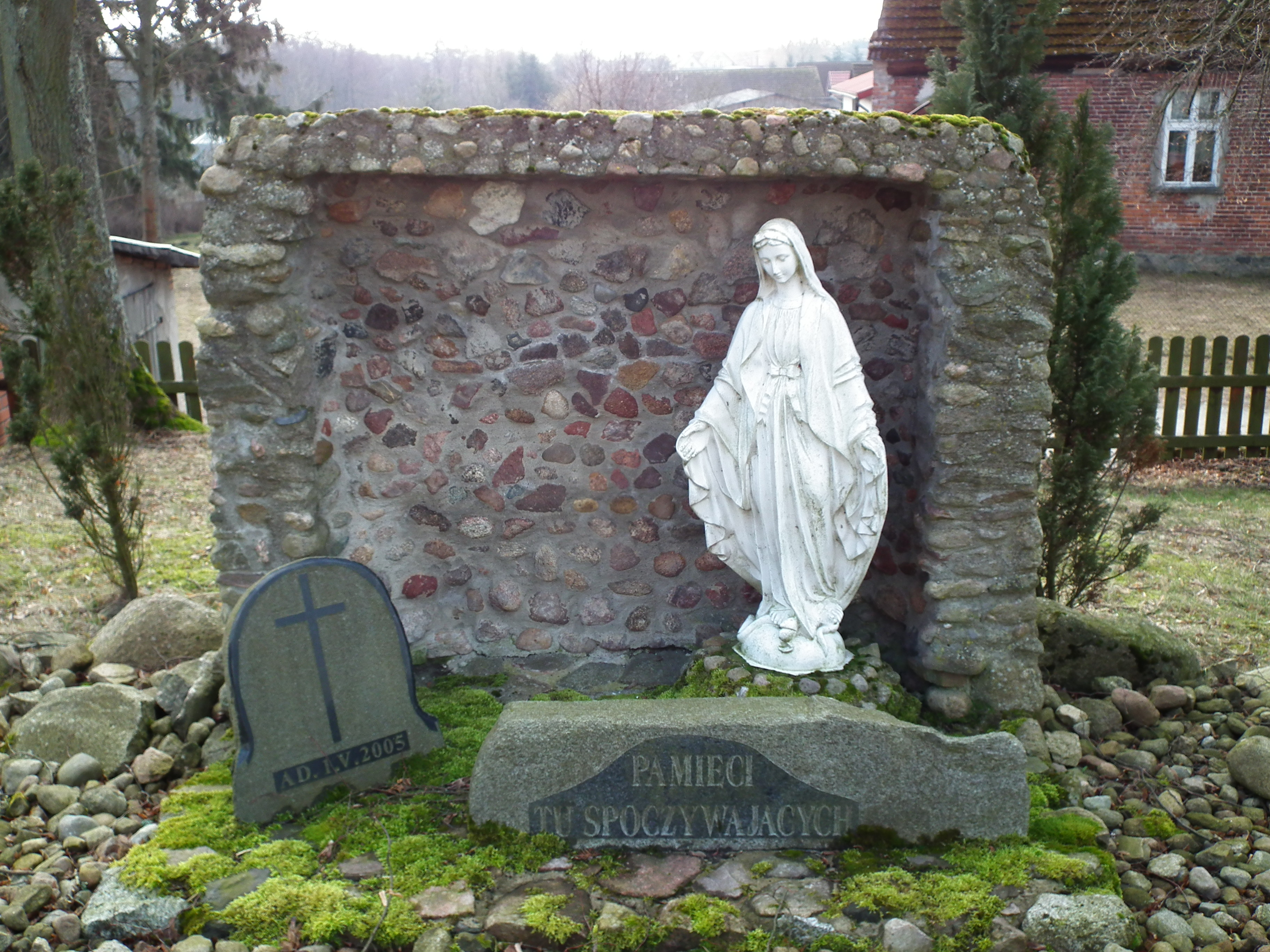
Pomnik dawnych zmarłych